# Sparattanthelium wonotoboense
Sparattanthelium wonotoboense är en tvåhjärtbladig växtart som beskrevs av André Joseph Guillaume Henri Kostermans. Sparattanthelium wonotoboense ingår i släktet Sparattanthelium och familjen Hernandiaceae. Inga underarter finns listade i Catalogue of Life.